# Bockaström
Bockaström är en sjö i Vetlanda kommun i Småland och ingår i Emåns huvudavrinningsområde.
Väster om sjön ligger naturreservatet Bockaström.